# Waizenkirchen
Waizenkirchen település Ausztriában, Felső-Ausztria tartományban, a Grieskircheni járásban, területe 34,2 km².

## Fekvése
Tengerszint feletti magassága 367 méter. Waizenkirchen Sankt Agatha, Stroheim, Prambachkirchen, Michaelnbach, Peuerbach és Heiligenberg településekkel határos.

## Népesség
Lakosainak száma 3729 fő (2018. január 1.).